# Aiastia
Aiastia es una entidad de población española del municipio de Elgóibar, perteneciente a la provincia de Guipúzcoa, en la comunidad autónoma del País Vasco. En 2022, tenía empadronados 168 habitantes.